# Jade Olieberg
Jade Olieberg (Rotterdam, 1 oktober 1993) is een Nederlandse actrice.

## Carrière
Jade Olieberg studeerde in 2016 af aan de Amsterdamse Toneelschool en Kleinkunstacademie.
Ze maakte haar acteerdebuut in 2008 in Hoe overleef ik mezelf?, naar de populaire boeken van Francine Oomen. Daarna speelde ze onder andere in de Telefilms Julia's Hart en Good bad girl en was ze op televisie te zien in series als VRijland en Van God Los
Samen met Sigrid ten Napel speelt Jade de hoofdrol in het coming of age liefdesverhaal Zomer van regisseur Colette Bothof.
In 2015 deed zij stage bij Toneelschuur Producties in de voorstelling Smekelingen onder regie van Olivier Diepenhorst. Begin 2016 werd ze gevraagd met Nachtgasten de vloer op te gaan.
Verder was ze onder andere te zien in de tv-series als Moordvrouw, Celblok H, Dokter Deen en Flikken Maastricht
In 2020 en 2021 speelden zij en Charlie Chan Dagelet afwisselend de hoofdrol van het toneelstuk Laura H. In 2021 speelde zij de hoofdrol als rechercheur Alize in de telefilm Good Bad Girl.
In 2023 speelde ze de rol van Doris in de podcastserie De vrouw met duizend gezichten van Lex Noteboom.

## Filmografie

### Film
- 2025 - Love me, Love me not - Maha
- 2022 - Good Bad Girl - Alize
- 2018 - Het hart van Hadiah Tromp - Constance Kempen
- 2017 - Tuintje in mijn hart - Aponi
- 2014 - Zomer - Lena
- 2009 - Julia's hart - jonge Julia
- 2009 - Atlantis - Robin
- 2008 - Hoe overleef ik... mezelf? - Esther Jacobs

### Televisie
- 2024 - Nemesis - Nina Jacobs
- 2023 - De club - Ellen Mukunde
- 2022 - Geldwolven - Eline Van Put
- 2021-heden - Sinterklaasjournaal (NTR) - Paardenpiet
- 2020 - Ares - Rosa[1]
- 2018, 2020 - Anne+ - Jip
- 2016 - Dokter Deen - Feline
- 2015 - Flikken Maastricht - Lisa Kampman
- 2015 - Moordvrouw - Joyce
- 2012 - Overspel - Caroline
- 2011 - Verborgen Verhalen - Claudia
- 2011 - Van God Los - Jackie
- 2010 - VRijland - Jannetje
- 2009 - Party BizzNizz - Eef[bron?]

### Theater
- 2016 - De moord op Mark - Nachtgasten
- 2015 - Smekelingen - Toneelschuur Producties, Olivier Diepenhorst
- 2015 - Zomergasten - Bergen aan Zee & De Parade, Hans Man in 't Veld
- 2015 - Zus van - Lindengrachtfestival, eigen regie
- 2014 - De laatste vriend van Napoleon- Ruut Weissman
- 2011 - Ro Festival - Ro Theater
- 2010 - Branden - Ro Theater

## Trivia
- 2014 - Kassameisje in tv-spotje van de NIX18-campagne
- 2013 - Marco & Jordi - pilot van Dragan Bakema
- 2008 - Jurylid Eenakterfestival Rotterdam[bron?]
- 2007 - Nominatie voor Beste Vrouwelijke Bijrol voor haar rol van Parel in Noorderkwartier op het Eenakterfestival, Rotterdam.[bron?]